# 中欧全面投资协定
中国-欧洲联盟全面投资协定，又称中欧投资协定、中欧双边投资协定、中欧全面投资协定、中欧BIT、中欧CAI，是中华人民共和国与欧洲联盟的双边投资协定，目前協定因中國新疆人權問題及由此引发的欧盟对华制裁和中國對歐反制裁，被歐洲議會無限期凍結。

## 背景
在中欧双边投资协定之前，中华人民共和国与多个欧洲国家已签订双边投资协定，时间集中在1980－1990年代，协定内容大多仅涉及投资保护，没有市场开放的相关内容。截至2018年末，全球双边投资协定的数量达到2933个，生效的近2500个；中国累计签署了128个双边投资协定，其中生效的有109个。

## 历史

### 談判
中欧双边投资协定的谈判倡议最早可以追溯到2012年2月中欧峰会。谈判的決定始于2013年11月底開始的第16次中国-欧盟领导人会晤期间，首轮谈判定于2014年1月在北京市举行，此后中欧之间历经7年的35次谈判。2020年6月，第二十二次中国-欧盟领导人会晤以视频对话方式举行，中国国务院总理李克强、欧洲理事会主席夏尔·米歇尔、欧洲联盟委员会主席乌尔苏拉·冯德莱恩参加了会议，双方领导人重申致力于在2020年达成中欧投资协定。2020年9月，中德欧领导人在视频会晤中重申年内完成谈判的政治决心。
2020年12月30日晚，中国领导人习近平过視像连线与欧盟领导人及德国总理默克尔、法国总统马克龙举行会晤，共同宣布如期完成中欧投资协定谈判。美方政府與智庫均批评歐盟，即將執政的拜登當局也表達顧忌；部分欧洲议会议员对美国方面的批评表达了不满。
2020年12月31日，中国商务部条法司负责人答记者问时表示，双方将开展文本审核、翻译等工作，力争推动协定早日签署。此后，协定将在双方完成各自内部批准程序后生效。

### 受阻
2021年3月22日，歐盟與美英加等國在同一天宣布對涉嫌在中國新疆侵犯人權的官員實施制裁，包括中共新疆自治區黨委前政法委書記朱海侖，中共新疆自治區黨委常委、政法委書記王明山，新疆建設兵團政委、新建集團董事長王君正，新疆公安廳廳長陳明國和新疆建設兵團公安局。随后，中国提出反制措施，宣布制裁歐洲多國議員與學者。由於不滿反制裁，歐洲議會臨時取消了一個有關中歐投資協定的審議會。路透社認為，中歐雙方互相施加制裁后，協定命運堪憂。中国驻欧盟使团团长张明大使表示，“若有人执意要搞对抗，责任所在，不敢有负国民，别无选择，惟有奉陪。”欧洲议会议员赖因哈德·比蒂科费尔称，“《中欧全面投资协定》肯定被冻结了，中国算错了，搬起石头砸了自己的脚”。据Politico，部分被制裁的欧洲议员“威胁阻止协议的批准”，并称，“中国针对欧洲议会、欧洲理事会政治与安全委员会以及欧洲智库人员的行为将严重阻碍欧洲议会对该协议的批准”。2021年4月29日，據南華早報報導，《中歐全面投資協定》因不獲歐洲議會主要政黨支持而暫時擱淺。

### 凍結
2021年5月4日，歐盟執行委員會副主席兼貿易專員瓦尔迪斯·东布罗夫斯基斯對法新社表示“鉴于目前欧盟对中国实施制裁而中国实施反制裁包括针对欧洲议会成员的反制裁，这样的环境不利于批准协定”，雙方外交關係惡化，“我們目前在某種意義上已中止歐盟執委會的政治接觸活動”。东布罗夫斯基斯這一言論被外界解讀為歐盟執委會實際上「已中止」推動歐中投資協定。但欧盟发言人否认了这一说法，称媒体报道东布罗夫斯基斯的表述時剥离了其具体语境。
2021年5月20日，欧洲议会以599票赞成、30票反对、58票弃权，通过冻结《欧中全面投资协定》批准程序，直到中国取消对欧盟政治人物的制裁为止。欧盟委员会副主席瓦尔迪斯·东布罗夫斯基斯回应欧洲议会的批评時表示：「中国的制裁并未为达成协议创造有利的环境」，同时立法会也提出，除了要求取消制裁之外，欧盟在决定批准数十亿美元的交易时，将考虑中国的人权状况。這項決議案不具有法律約束力，但目前是歐洲議會的官方立場。決議稱歐盟對中國的制裁針對的是侵犯人權的行為，以國際法中合法與相適應的措施為基礎。中國的制裁缺乏任何法律依據，武斷且完全沒有根據，針對的是對其侵犯人權行為的批評，這種制裁顯然是企圖阻止歐盟繼續就中國違反人權的行為採取行動。中国驻欧盟使团发言人表示，中方的反制措施是对欧盟搞单边制裁对抗的正当回应，又称“中方始终抱有诚意促进双方合作，希望欧方与我们相向而行”。

## 内容
中欧投资协定主要内容包括以下四方面：
1. 保证相互投资获得保护，尊重知识产权，确保补贴透明性；
2. 改善双方市场准入条件；
3. 确保投资环境和监管程序清晰、公平和透明；
4. 改善劳工标准，支持可持续发展。

該協定還旨在消除歐盟企業在華投資的障礙，比如合資企業要求以及對部分行業外資佔股比例的限制。而作為回報中國將被批准進入歐盟的能源市場，雖然這遭到部分成員國的反對，但預計協議將使中國在對等基礎上獲得歐盟可再生能源領域的一部分准入。 位於歐盟總部布魯塞爾的智庫布魯蓋爾中心（Bruegel）研究員艾西亞（Alicia García-Herrero）分析稱，《中歐全面投資協定》旨在代替25項歐盟成員國與中國的雙邊投資協定，根本上是為了減少歐洲投資者在中國投資的不確定性。
在該協定的「附件」中，出現了限制非營利組織的內容，例如允許中國政府拒絕外國投資者在中國境內向「非營利組織」注資、拒絕境外「非營利組織」在中國境內開設分支機構。已被批准在中國境內設立的非營利機構，其負責人要是中國公民。